# ورزشگاه لوری
ورزشگاه لوری (ارمنی: Լոռի Մարզադաշտ) ورزشگاهی چندمنظوره در وانادزور، ارمنستان و ورزشگاه خانگی باشگاه فوتبال لوری و باشگاه فوتبال وانادزور بود.
این ورزشگاه در سال ۱۹۶۵ میلادی ساخته شده است و ظرفیت آن ۵٬۰۰۰ نفر است.